# Большой Тыэллах
Большой Тыэллах, Большой Тыеллах (якут. Тыалаах — лесистый) — река в Магаданской области России, приток Колымы.
Длина реки — 59 км. Площадь водосборного бассейна — 1040 км². Впадает в Колыму слева, у села Оротук, на расстоянии 2059 км от устья.
По данным государственного водного реестра России относится к Анадыро-Колымскому бассейновому округу.
В бассейне реки, в частности на Правом Тыэллахе и Большом Омчике ведётся добыча рассыпного золота.

## Притоки
- река Агычан — левый, длиной 28 км, впадает в 8 км от устья;
- ручей Мелкий — левый, длиной 15 км, впадает в 12 км от устья;
- ручей Аркачан (Аркычан) — правый, длиной 15 км, впадает в 20 км от устья;
- река Малый Омчик — правый, длиной 31 км, впадает в 21 км от устья;
- река Большой Омчик — правый, длиной 37 км, впадает в 27 км от устья;
- ручей Огонь — левый, длиной 11 км, впадает в 31 км от устья;
- ручей Перевальный — правый, длиной 12 км, впадает в 35 км от устья;
- ручей Сухой — правый, длиной 10 км, впадает в 36 км от устья;
- ручей Озерный — левый, длиной 12 км, впадает в 39 км от устья;
- река Мустах — левый, длиной 15 км, впадает в 41 км от устья;
- ручей Като — левый, длиной 12 км, впадает в 42 км от устья;
- река Правый Тыэллах — правый, длиной 8,2 км, впадает в 51 км от устья.